# Aubervilliers
Aubervilliers (franskt uttal: [obɛʁvi'lje]
 ( lyssna)) är en kommun i departementet Seine-Saint-Denis i regionen Île-de-France i norra Frankrike. Kommunen ligger i kantonen Aubervilliers som tillhör arrondissementet Saint-Denis. År 2022 hade Aubervilliers 89 489 invånare.
Aubervilliers ligger i Paris nordöstra förorter och gränsar i öst till Saint-Denis, i norr till La Courneuve, i väst till Pantin och i söder till själva Paris. Kanalen Canal Saint-Denis passerar genom stadens västra delar.
Staden har fått sitt namn efter den jordegendom (villars) som fanns i trakten och ägdes av en viss Albert eller Aubert. Aubervilliers dyker upp i ett skrivet dokument första gången år 1060.
Fram till 1800-talet var invånarna i Aubervilliers bönder som framför allt odlade grönsaker till marknaden i Paris. Med den industriella revolutionen och den expansion som Paris genomgick förändrades Aubervilliers i grunden. Industrier slog sig ned längs med kanalen och arbetare följde dem i fotspåren. Idag är Aubervilliers en mångkulturell stad med många nationaliteter.
I Aubervilliers ligger Fort d'Aubervilliers och Église de Notre-Dame des Vertus.

## Befolkningsutveckling
| Befolkningsutvecklingen i Aubervilliers 1968–2021 | Befolkningsutvecklingen i Aubervilliers 1968–2021 | Befolkningsutvecklingen i Aubervilliers 1968–2021 | Befolkningsutvecklingen i Aubervilliers 1968–2021 | Befolkningsutvecklingen i Aubervilliers 1968–2021 |
| ------------------------------------------------- | ------------------------------------------------- | ------------------------------------------------- | ------------------------------------------------- | ------------------------------------------------- |
|                                                   |                                                   |                                                   |                                                   |                                                   |
| År                                                |                                                   |                                                   | Folkmängd                                         |                                                   |
| 1968                                              | 1968                                              |                                                   | 73 695                                            |                                                   |
| 1975                                              | 1975                                              |                                                   | 72 976                                            |                                                   |
| 1982                                              | 1982                                              |                                                   | 67 719                                            |                                                   |
| 1990                                              | 1990                                              |                                                   | 67 557                                            |                                                   |
| 1999                                              | 1999                                              |                                                   | 63 136                                            |                                                   |
| 2007                                              | 2007                                              |                                                   | 73 699                                            |                                                   |
| 2015                                              | 2015                                              |                                                   | 83 782                                            |                                                   |
| 2021                                              | 2021                                              |                                                   | 90 071                                            |                                                   |